# Kabinett Boc II

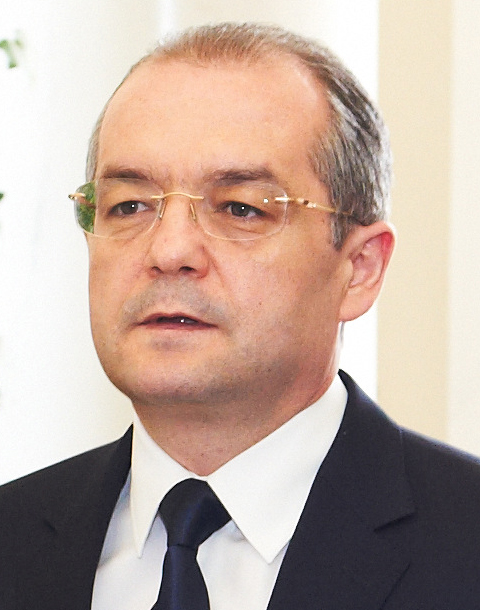
Ministerpräsident Emil Boc

Das Kabinett Boc II war die zweite von Emil Boc gebildete Regierung Rumäniens.

## Geschichte
Ministerpräsident Emil Boc und sein Kabinett wurden am 23. Dezember 2009 im rumänischen Parlament mit 276 von 471 Stimmen gewählt und hätten ein Mandat bis November 2012 besessen, das durch den Rücktritt der Regierung am 6. Februar 2012 jedoch nicht vollständig wahrgenommen wurde. 
Die Regierung löste das Kabinett Boc I ab, das zunächst nach den  Parlamentswahlen 2008 zunächst von den Parteien Partidul Democrat Liberal (PD-L, Demokratisch-Liberale Partei) und Partidul Social Democrat (Sozialdemokratische Partei) getragen wurde. Anfang Oktober 2009 zerbrach diese Koalition; Emil Boc führte die Regierung zunächst nur mit Politikern seiner PD-L weiter, wurde jedoch am 13. Oktober 2009 durch ein Misstrauensvotum des Parlaments gestürzt. Nach den Präsidentschaftswahlen, bei denen Amtsinhaber Traian Băsescu äußerst knapp gegen seinen sozialdemokratischen Herausforderer Mircea Geoană gewann, beauftragte Băsescu Emil Boc erneut mit der Regierungsbildung. 
Regierungsparteien des Kabinetts Boc II sind die PD-L und die Uniunea Democrată Maghiară din România (UDMR Demokratische Union der Ungarn in Rumänien), die Partei der ungarischen Minderheit. Die PD-L stellt in der Regierung acht, die UDMR vier Mitglieder; hinzu kommen fünf Unabhängige.
PD-L und UDMR verfügten zum Zeitpunkt ihres Amtsantrittes zusammen nur über 198 der 471 Abgeordneten des rumänischen Parlaments. Sie wurden vermutlich von den 18 Angehörigen der kleineren nationalen Minderheiten und von den meisten der Fraktionslosen (ehemalige Mitglieder der PSD) und der Nationalliberalen Partei (PNL) unterstützt. Zudem müssen mindestens 40 Angehörige der Oppositionsparteien (PSD und PNL) für die neue Regierung gestimmt haben. 
Am 15. Juni 2010 scheiterte ein Misstrauensantrag der Sozialdemokratischen Partei, das von der Nationalliberalen Partei unterstützt wurde, knapp; es fehlten acht Stimmen zum Sturz der Regierung. Zehn Mitglieder der PD-L unterstützten das Misstrauensvotum.
Nach Umsetzung von unpopulären Sparmaßnahmen und Steuererhöhungen sowie im Zuge interner Machtkämpfe in der PD-L sah sich Emil Boc am 3. September 2010 gezwungen, sechs Minister auszutauschen. Am 27. September 2010 trat Innenminister Vasile Blaga zurück, da zahlreiche seinem Ministerium unterstellte Polizisten an einer illegalen Protestaktion teilgenommen hatten.
Am 27. Oktober 2010 verfehlten die Sozialdemokratische Partei und die Nationalliberale Partei erneut die erforderliche Stimmenzahl für einen Sturz der Regierung; statt der hierfür erforderlichen 236 erreichte der Antrag nur 219 Stimmen. In der Folge verband die Regierung mehrere wichtige Gesetze mit der Vertrauensfrage und setzte sie damit durch.
Am 20. April 2011 reichte Arbeitsminister Ioan Botiș seinen Rücktritt ein, nachdem Unregelmäßigkeiten bei der Verwendung von EU-Fördergeldern bekannt geworden waren.
Gesundheitsminister Attila Cseke zog sich im August 2011 aus der Regierung zurück, weil sein Ressort in einem Nachtragshaushalt seiner Meinung nach nicht ausreichend berücksichtigt worden war.
Am 20. September 2011 beschloss das rumänische Parlament die Einrichtung eines neuen Ministeriums für Europäische Angelegenheiten. Ziel ist die bessere Abrufung der zur Verfügung stehenden EU-Fördermittel. Minister wurde Leonard Orban.
Nach umstrittenen Äußerungen über Demonstrationen gegen die Sparpolitik der Regierung entließ Emil Boc am 23. Januar 2012 den Außenminister Teodor Baconschi. Einen Tag später wurde das frühere PSD-Mitglied Cristian Diaconescu für dieses Amt benannt.
Am 6. Februar 2012 gab Boc den Rücktritt seiner Regierung bekannt. Er begründete die Entscheidung, die bei einer live im Fernsehen übertragenen Kabinettssitzung bekanntgegeben wurde, mit dem Wunsch, „die politische und soziale Situation im Land zu entspannen“. Cătălin Predoiu wurde interimsweise Ministerpräsident bis zum 9. Februar 2012, bevor das Parlament am gleichen Tag den Parteilosen Mihai Răzvan Ungureanu zum neuen Ministerpräsidenten wählte.
Die Situation entspannte sich nicht; es kam zur Staatskrise in Rumänien 2012.

## Zusammensetzung
Das Kabinett bestand aus 18 Mitgliedern:
| Kabinett Boc II                                         | Kabinett Boc II | Kabinett Boc II              | Kabinett Boc II    | Kabinett Boc II    | Kabinett Boc II    |
| Funktion                                                | Bild            | Name                         | Partei             | Amtszeit (Beginn)  | Amtszeit (Ende)    |
| ------------------------------------------------------- | --------------- | ---------------------------- | ------------------ | ------------------ | ------------------ |
| Ministerpräsident                                       |                 | Emil Boc                     | PD-L               | 23. Dezember 2009  | 6. Februar 2012    |
| Stellvertretender Ministerpräsident                     |                 | Béla Markó                   | UDMR               | 23. Dezember 2009  | 9. Februar 2012    |
| Außenminister                                           |                 | Teodor Baconschi             | parteilos          | 23. Dezember 2009  | 28. September 2010 |
| Außenminister                                           | PD-L            | Teodor Baconschi             | 28. September 2010 | 24. Januar 2012    |                    |
| Außenminister                                           |                 | Cristian Diaconescu          | UNPR               | 24. Januar 2012    | 9. Februar 2012    |
| Finanzminister                                          |                 | Sebastian Vlădescu           | parteilos          | 23. Dezember 2009  | 3. September 2010  |
| Finanzminister                                          |                 | Gheorghe Ialomițianu         | PD-L               | 3. September 2010  | 9. Februar 2012    |
| Wirtschafts- und Handelsminister                        |                 | Adriean Videanu              | PD-L               | 23. Dezember 2009  | 3. September 2010  |
| Wirtschafts- und Handelsminister                        |                 | Ion Ariton                   | PD-L               | 3. September 2010  | 9. Februar 2012    |
| Justizminister                                          |                 | Cătălin Predoiu              | parteilos          | 23. Dezember 2009  | 9. Februar 2012    |
| Minister für Inneres und Verwaltung                     |                 | Vasile Blaga                 | PD-L               | 23. Dezember 2009  | 27. September 2010 |
| Minister für Inneres und Verwaltung                     |                 | Traian Igaș                  | PD-L               | 27. September 2010 | 9. Februar 2012    |
| Verteidigungsminister                                   |                 | Gabriel Oprea                | UNPR               | 23. Dezember 2009  | 9. Februar 2012    |
| Transport- und Infrastrukturminister(in)                |                 | Radu Berceanu                | PD-L               | 23. Dezember 2009  | 3. September 2010  |
| Transport- und Infrastrukturminister(in)                |                 | Anca Boagiu                  | PD-L               | 3. September 2010  | 9. Februar 2012    |
| Minister für Landwirtschaft und ländliche Entwicklung   |                 | Mihail Dumitru               | parteilos          | 23. Dezember 2009  | 3. September 2010  |
| Minister für Landwirtschaft und ländliche Entwicklung   |                 | Valeriu Tabără               | PD-L               | 3. September 2010  | 9. Februar 2012    |
| Gesundheitsminister                                     |                 | Attila Cseke                 | UDMR               | 23. Dezember 2009  | 17. August 2011    |
| Gesundheitsminister                                     |                 | László Ritli                 | UDMR               | 17. August 2011    | 9. Februar 2012    |
| Minister für Kultur, Religion und Nationalerbe          |                 | Hunor Kelemen                | UDMR               | 23. Dezember 2009  | 9. Februar 2012    |
| Minister für Kommunikation und Informationsgesellschaft |                 | Gabriel Sandu                | PD-L               | 23. Dezember 2009  | 3. September 2010  |
| Minister für Kommunikation und Informationsgesellschaft |                 | Valerian Vreme               | PD-L               | 3. September 2010  | 9. Februar 2012    |
| Minister für Bildung, Forschung und Jugend              |                 | Daniel Funeriu               | PD-L               | 23. Dezember 2009  | 9. Februar 2012    |
| Minister(in) für Arbeit, Familie und soziale Sicherung  |                 | Mihai Șeitan                 | PD-L               | 23. Dezember 2009  | 3. September 2010  |
| Minister(in) für Arbeit, Familie und soziale Sicherung  |                 | Ioan Botiș                   | PD-L               | 3. September 2010  | 20. April 2011     |
| Minister(in) für Arbeit, Familie und soziale Sicherung  |                 | Nicolae Ivășchescu (interim) | PD-L               | 20. April 2011     | 21. April 2011     |
| Minister(in) für Arbeit, Familie und soziale Sicherung  |                 | Emil Boc (interim)           | PD-L               | 21. April 2011     | 3. Juni 2011       |
| Minister(in) für Arbeit, Familie und soziale Sicherung  |                 | Sebastian Lăzăroiu           | parteilos          | 3. Juni 2011       | 19. September 2011 |
| Minister(in) für Arbeit, Familie und soziale Sicherung  |                 | Sulfina Barbu                | PD-L               | 19. September 2011 | 9. Februar 2012    |
| Umweltminister                                          |                 | László Borbély               | UDMR               | 23. Dezember 2009  | 9. Februar 2012    |
| Ministerin für Tourismus und regionale Entwicklung      |                 | Elena Udrea                  | PD-L               | 23. Dezember 2009  | 9. Februar 2012    |
| Minister für europäische Angelegenheiten                |                 | Leonard Orban                | PD-L               | 20. September 2011 | 9. Februar 2012    |